# Cantonul Cayenne Nord-Ouest
Cantonul Cayenne-Nord-Ouest este un canton din arondismentul Cayenne, Guyana Franceză, Franța.